# Сасакі Масанао
Сасакі Масанао (яп. 佐々木 雅尚, нар. 19 червня 1962, Тіба —) — японський футболіст, що грав на позиції півзахисника.

## Клубна кар'єра
Грав за команду Honda FC, All Nippon Airways, ДЖЕФ Юнайтед Ітіхара, Касіва Рейсол.

## Виступи за збірну
Дебютував 1988 року в офіційних матчах у складі національної збірної Японії. У формі головної команди країни зіграв 20 матчів.

## Статистика
Статистика виступів у національній збірній.
| Збірна Японії | Збірна Японії | Збірна Японії |
| Роки          | Ігри          | голи          |
| ------------- | ------------- | ------------- |
| 1988          | 2             | 0             |
| 1989          | 11            | 0             |
| 1990          | 6             | 0             |
| 1991          | 1             | 0             |
| Усього        | 20            | 0             |